# 御用組合
御用組合（、英: yellow union、独: Gelbe Gewerkschaft、中: 黄色工会）は、雇傭者（使用者）側が実権を握っている労働組合を指す。欧米や中国の訳語にもあるように俗に黄色組合（、きいろくみあい）と呼ばれる。御用組合は国際労働機関98号条約に違反する。
対義語は紅色組合。

## 概要
本来、被用者（労働者）によって組織されている労働組合は、労働組合法によって雇用者（使用者）側の直接の介入を禁じるものと定義づけられているが、間接的な介入によって合法的に、または監督機関の目を盗んでの直接的な介入によって雇用者側は労働組合を手中に収める事が可能である（例えば組合幹部へ出世を約束することを引き換えに首切りや給与増加保留に応じさせる、など）。こうして雇用者側に支配された労働組合をこのように呼ぶ。これらの行為は日本においては労働組合法で支配介入として禁止されている。
被用者に対する賃金の引き下げや労働条件の変更などは、労働組合の了承をとらねば事実上実行することができない（法的には常に絶対条件とは言い切れないが、経営上労組と決定的に対立していては円滑な人事労務管理は困難）ため、御用組合がある企業においては、雇用者は被用者の社会的な生殺与奪の権利すら得、組合が「第二人事部」と揶揄されることもある。経営者と癒着した労働組合幹部が、労働貴族と化すことも少なくない。
かつての総評は、全日本労働総同盟(略称＝同盟）系労組を「御用組合＝労使協調」とする主張をした。
日本労働組合総連合会（連合）発足後は、全国労働組合総連合（全労連）から「連合は御用組合ではないか」と言われることもある。
なお、社会主義国においては、労働組合を含む社会全体にわたって前衛党の指導が浸透することが体制の基本であるため、その体制の中で政権に批判的な労働運動を志す側からすれば、社会主義国の労働組合は即ち御用組合であるということになる。たとえば1980年にポーランド人民共和国で独立自主管理労働組合「連帯」が結成されたのは、支配政党たるポーランド統一労働者党影響下の公認労組である労働組合中央評議会に取り上げられない労働者の声を反映する労働組合が必要とされたためである。

## 国際労働機関
御用組合は一般的に、労働者によって自由に選出されない組織であり、雇用者がそれを何らかの形で支配する組織であると認識されている。国際労働機関（ILO）は御用組合を「単一企業が支配的または強い影響力をもっており、その影響が制限されている組合」と定義する。団結権及び団体交渉権についての原則の適用に関する条約（ILO98号条約、1949年）第2条では、そのいかなる形態の組合も事実上禁じている。

第二条
1. 労働者団体及び使用者団体は、その設立、任務遂行又は管理に関して相互が直接に又は代理人若しくは構成員を通じて行う干渉に対して充分な保護を受ける。
2. 特に、労働者団体を使用者又は使用者団体の支配の下に置くため、使用者若しくは使用者団体に支配される労働者団体の設立を促進し、又は労働者団体に経理上の援助その他の援助を与える行為は、本条の意味における干渉となるものとする。

—国際労働機関 1949年の団結権及び団体交渉権条約（第98号）

## 関連文献・記事
- CiNii>御用組合